# Lista siturilor arheologice din județul Vrancea - D
Lista siturilor arheologice din județul Vrancea - D conține toate siturile arheologice din județul Vrancea înscrise în Repertoriul Arheologic Național (RAN) și aflate în localități al căror nume începe cu litera D. RAN este administrat de Ministerul Culturii și Patrimoniului Național și cuprinde date științifice, cartografice, topografice, imagini și planuri, precum și orice alte informații privitoare la zonele cu potențial arheologic, studiate sau nu, încă existente sau dispărute.
Puteți căuta un sit din localitățile care încep cu litera D folosind formularul de mai jos sau puteți naviga prin toate siturile din județ la Lista siturilor arheologice din județul Vrancea.
| Cod RAN                                   | Denumire | Localitate                          | Adresă                    | Datare       | Descoperit | Coordonate | Imagine           | Erori            |
| ----------------------------------------- | --- | ----------------------------------- | ------------------------- | ------------ | ---------- | ---------- | ----------------- | ---------------- |
| 17738901.01 (Cod LMI: VN-I-s-B-06370)     | Așezarea Cucuteni de la Domnești-Sat - "Cetățuia" / ansamblu anonim (Categorie: locuire civilă) (Tip: Așezare)            | sat Domnești-Sat, comuna Pufești    | Cetățuia                  | Cucuteni - A |            |            | Încărcați imagine | Raportați eroare |
| 177389.02.01 (Cod LMI: VN-I-s-B-06371)    | Așezarea Cucuteni de la Domnești-Sat - "La Brazi" / ansamblu anonim (Categorie: locuire civilă) (Tip: Așezare)            | sat Domnești-Sat, comuna Pufești    | La Brazi                  | Cucuteni     |            |            | Încărcați imagine | Raportați eroare |
| 175974.01.01 (Cod LMI: VN-I-m-B-06372.02) | Situl arheologic de la Dragosloveni - "Plainos" / ansamblu anonim (Categorie: locuire civilă) (Tip: Așezare)              | sat Dragosloveni, comuna Dumbrăveni | Plainos                   | Cucuteni - A |            |            | Încărcați imagine | Raportați eroare |
| 175974.01.02 (Cod LMI: VN-I-m-B-06372.01) | Situl arheologic de la Dragosloveni - "Plainos" / ansamblu anonim (Categorie: locuire civilă) (Tip: Așezare)              | sat Dragosloveni, comuna Dumbrăveni | Plainos                   | Monteoru     |            |            | Încărcați imagine | Raportați eroare |
| 17594701.01 (Cod LMI: VN-I-m-B-06373.02)  | Situl arheologic de la Dumbrăveni - "Statuia lui Suvorov" / ansamblu anonim (Categorie: locuire civilă) (Tip: Așezare)    | sat Dumbrăveni, comuna Dumbrăveni   | Statuia lui Suvorov       | Cucuteni     |            |            | Încărcați imagine | Raportați eroare |
| 17594701.02 (Cod LMI: VN-I-m-B-06373.01)  | Situl arheologic de la Dumbrăveni - "Statuia lui Suvorov" / ansamblu anonim (Categorie: locuire civilă) (Tip: Așezare)    | sat Dumbrăveni, comuna Dumbrăveni   | Statuia lui Suvorov       | Monteoru     |            |            | Încărcați imagine | Raportați eroare |
| 175778.01.01                              | Biserica Sfinții Împărați ai mânăstirii de la Dolhăuți / ansamblu anonim (Categorie: construcție de cult) (Tip: biserică) | sat Dălhăuți, comuna Cârligele      | Biserica Sfinții Împărați |              |            |            | Încărcați imagine | Raportați eroare |